# گسپار سانز
گسپار سانز (انگلیسی: Gaspar Sanz; baptized April 4, 1640 (birth date unknown) – 1710 (aged 70)) آهنگساز، مربی موسیقی، و گیتارنواز اهل اسپانیا بود.
او در خانواده ای ثروتمند به دنیا آمد و در موسیقی، الهیات و فلسفه در دانشگاه سالامانکا تحصیل کرد، جایی که پدرش پروفسور موسیقی بود.
او سه جلد آثار آموزشی برای گیتار باروک نوشته‌است که بخش مهمی از گیتار کلاسیک امروز را تشکیل می‌دهد و دانشمندان مدرن همچنان از تکنیک‌های بازی گیتار باروک که توسط او تدوین شد، استفاده می‌کنند.